# Touloulou

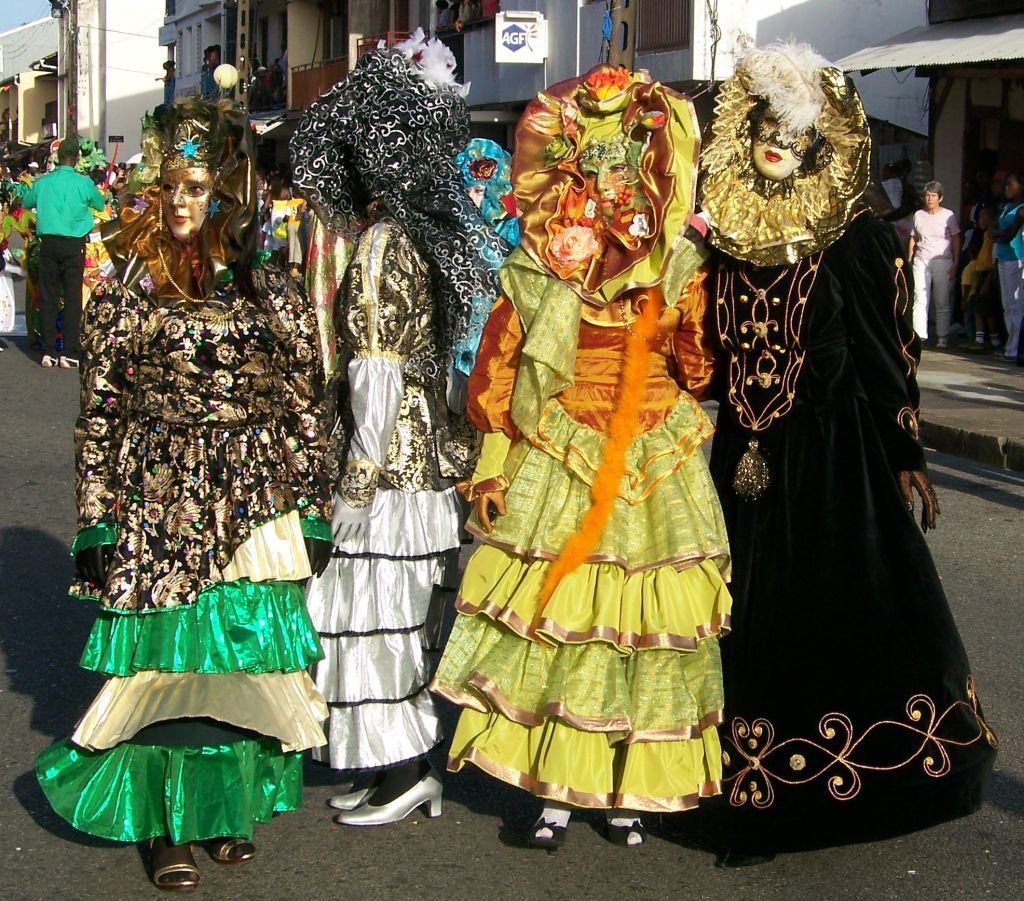
Touloulous en las calles de Cayena en 2007.

El Touloulou es el más famoso de los personajes típicos y la reina del carnaval de la Guayana Francesa.

## Origen
Esta típica cultura criolla guayanesa representa a las mujeres de clase media de los siglos XVIII y XIX, en su mejor versión del domingo, siempre vestidas de pies a cabeza.

## Descripción
El Touloulou es la reina del carnaval. Es una dama vestida elegantemente de pies a cabeza. Normalmente son mujeres a las que no se les ve una onza de piel. Lleva una enagua, una capucha, un lobo y guantes largos. Para evitar ser reconocidas, las mujeres llegan a ponerse lentes de colores, pelucas y a camuflar sus voces. No usan su perfume habitual, compran pares de zapatos para la ocasión que no se van a volver a poner y no se mueven con su vehículo para permanecer en el anonimato. Desfilan en la calle y participan en bailes enmascarados. 
También hay un traje de hombre llamado Tololo. 
En los clubes nocturnos, a veces renombrados como "universidades", son los touloulous los que invitan a los hombres a bailar. No pueden negarse.

## Galería

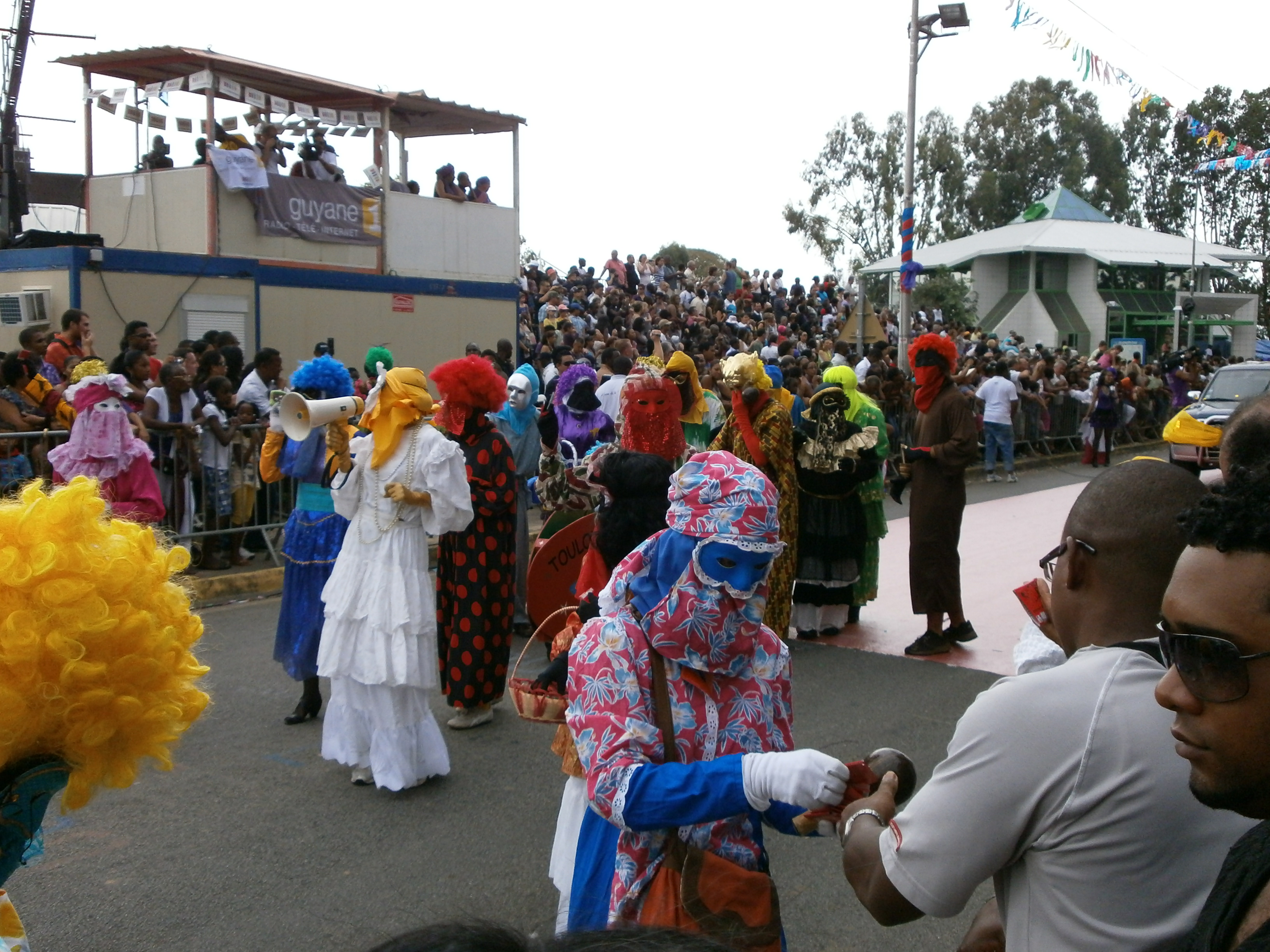
Desfile de Touloulous durante el desfile de Kourou.
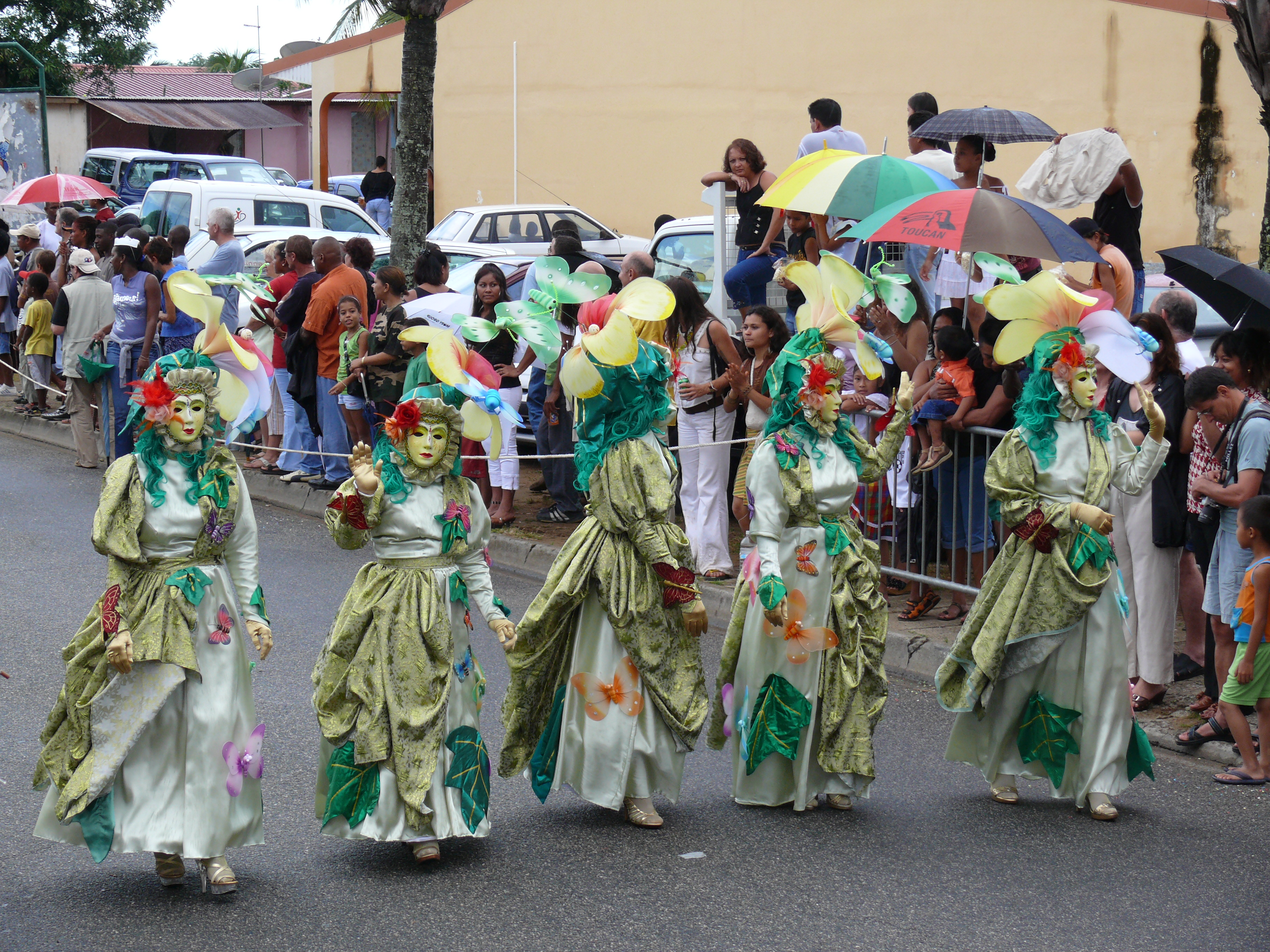
Touloulous en el desfile de Kourou 2007.
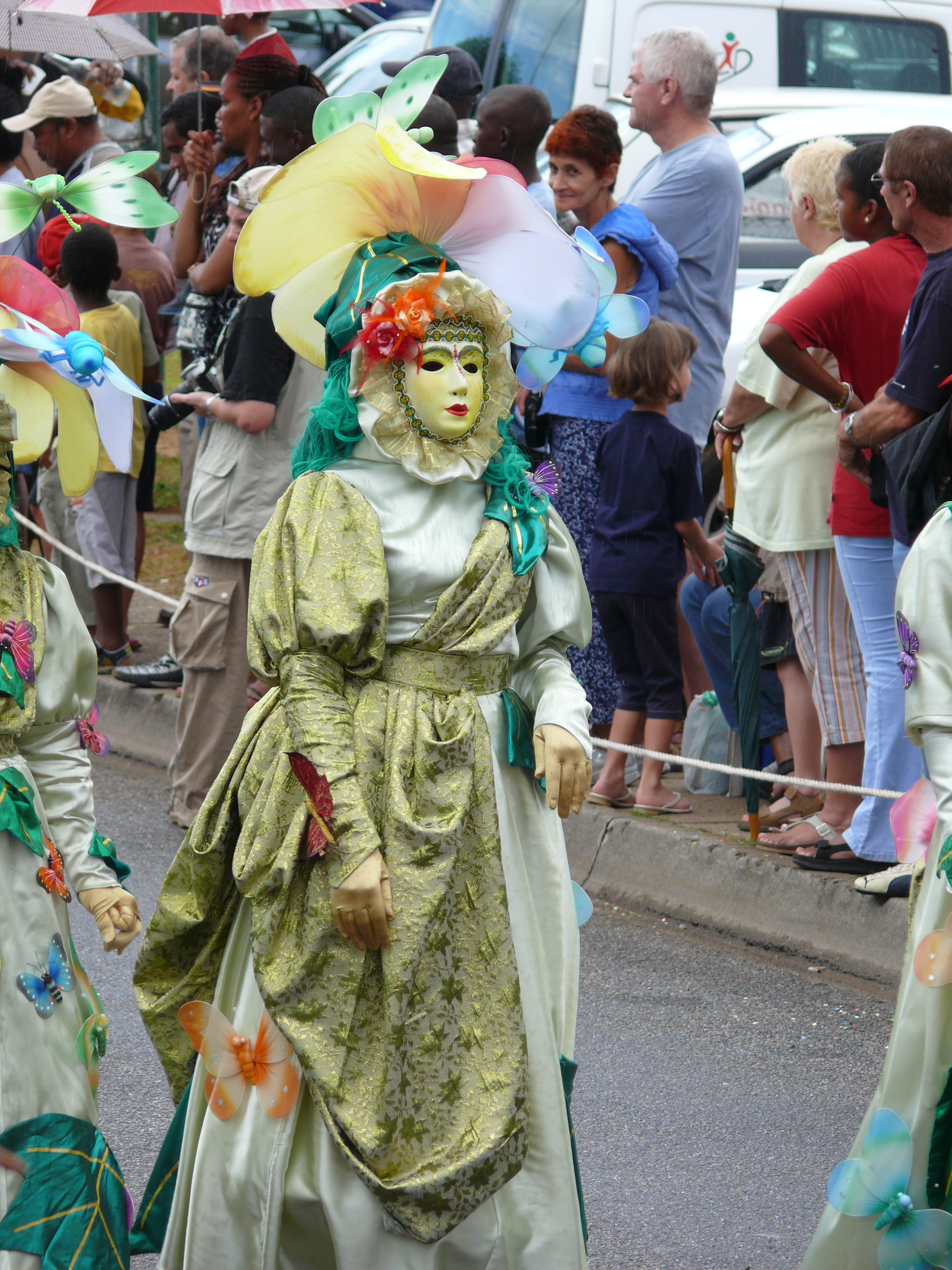
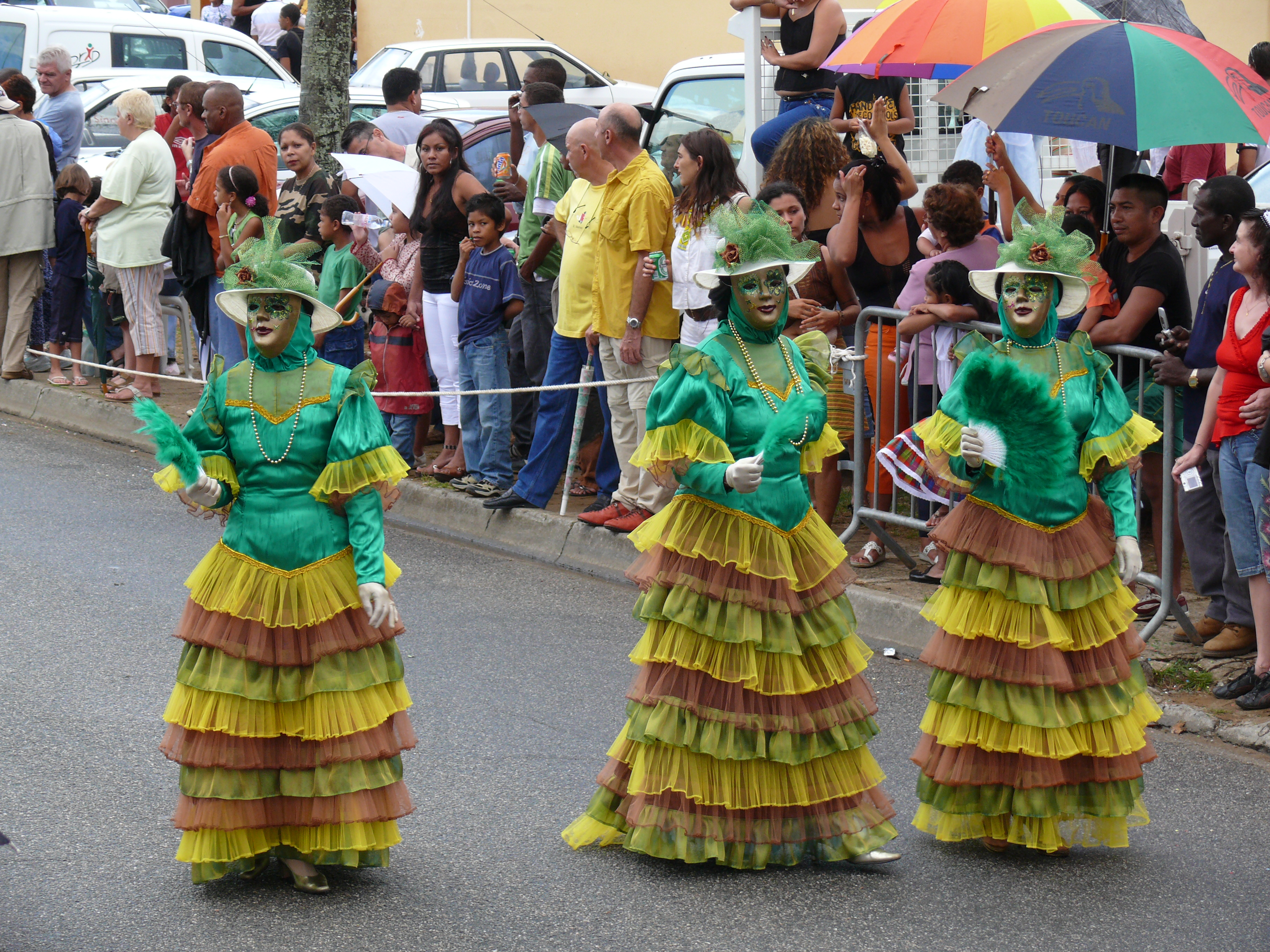
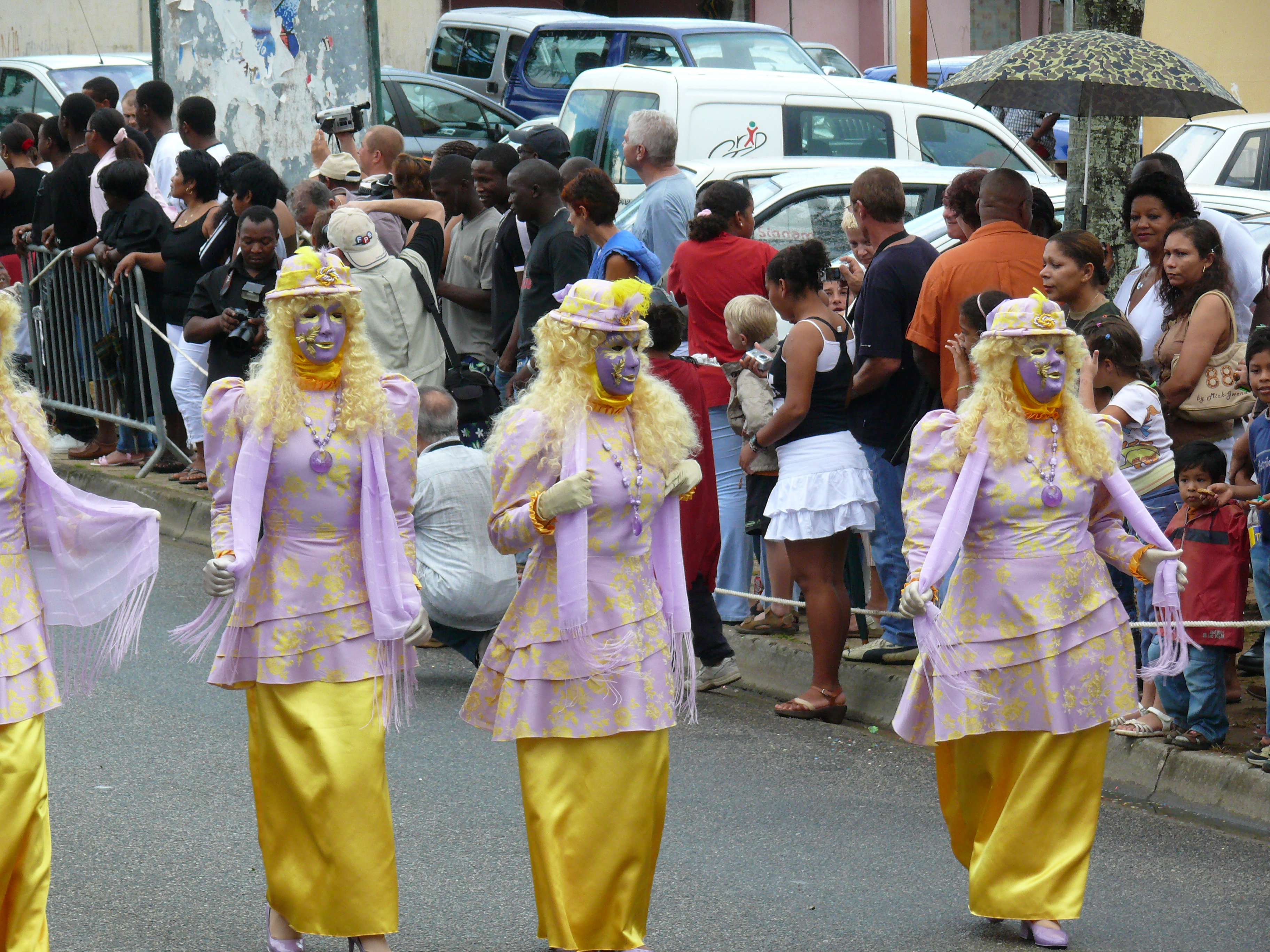